# Epitheca canis
Espèce
Statut de conservation UICN

 LC  : Préoccupation mineure
Epitheca canis (l'épithèque canine) est une espèce de libellules qui fait partie de la famille des Corduliidae appartenant au sous-ordre des anisoptères dans l'ordre des odonates. Elle a été découverte en 1886 par l'entomologiste britannique Robert McLachlan.

## Description
Cette épithèque mesure près de 40 mm et est majoritairement sombre avec une série de motifs jaunes sur le côté de l'abdomen. Le mâle et la femelle sont relativement semblables. Le mâle est cependant moins discret que la femelle et a tendance à se poser ou à voler de manière plus visible que cette dernière. De plus, comme chez tous les membres de la famille des odonates, on peut les différencier par l'emplacement de leur appareil génital. Celui du mâle se situe sur la face ventrale du second segment abdominal alors que celui de la femelle se situe sur le huitième et le neuvième segment. L'organe féminin est bien visible chez les espèces qui disposent d'un ovipositeur complet (comme l'épithèque canine).

### Espèce similaire
- Epitheca spinigera

## Répartition
L'épithèque canine est commune à travers l'Amérique du Nord, notamment au Québec.

## Habitat
L'espèce se retrouve près des rivières et des cours d'eau lents où la végétation est présente.

## Synonyme
- Tetragoneuria canis McLachlan, 1886.